# Glypta kukakensis
Glypta kukakensis là một loài tò vò trong họ Ichneumonidae.